# Linosta integrilinea
Linosta integrilinea es una espècie de lepidòpter ditrisi de la família dels cràmbids (Crambidae). Va ser descrita per primera vegada per Munroe el 1962. Es troba al Perú.